# Giulio Monteverde

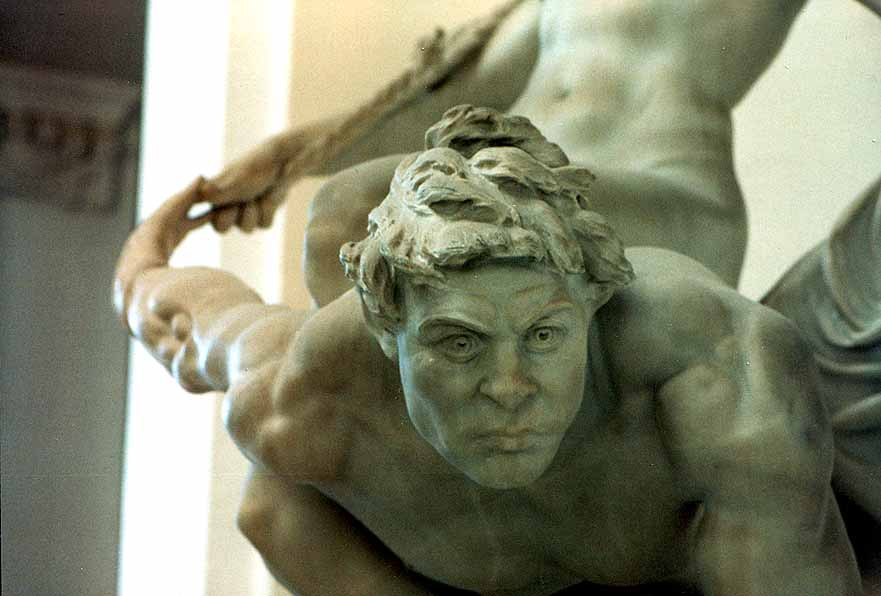
Detall de l'obra Idealità e materialismo (1911).

Giulio Monteverde (Bistagno, Alessandria, 8 d'octubre de 1837 - Roma, 3 d'octubre de 1917), va ser un escultor nascut a Itàlia i especialitzat en monuments commemoratius.
Va tenir diversos deixebles entre els quals l'escultora argentina Lola Mora

## Obres més importants
- Bambini che giocano con il gatto (1867).
- Monument a Raffaele Pratolongo, (1868) i Tomba Celle (1893) Gènova, Cementiri monumental de Staglieno.
- Colombo giovinetto (1870).
- Genio di Franklin (1871).
- Jenner colto nell'atto di inoculare il vaccino del vaiolo al proprio figlio (1873) – Roma, Galleria Nazionale d'Arte Moderna.
- Monument a Giuseppe Mazzini (1879) Buenos Aires, Argentina.
- Cristo morto (1880) Buenos Aires, Cementiri de la Recoleta, Argentina.
- Àngel del Monument funerari de Francesco Oneto (1882) Gènova, Cementiri monumental de Staglieno[2]
- Idealità e materialismo (1911) Roma, Galleria Nazionale d'Arte Moderna
- Il pensiero. Roma, Vittoriano
- Monument a Vincenzo Bellini (Catània)
- Monument encarregat per Catalina Homar (Son Moragues, Valldemossa, Mallorca)
- Panteó dels marquesos de la Gándara (1883, Madrid, cementiri de Sant Isidre)[3]

### Deixebles
- Adelaide Johnson
- Lola Mora
- Simões de Almeida